# Фоскарини, Марко
Марко Фоскарини (итал. Marco Foscarini) — 117-й венецианский дож.
Родился 4 февраля 1696 года в Венеции, в семье Николо Фоскарини и Элеоноры Лоредан. В молодости учился в Болонье, после вернулся в родной город, где посвящал время своей страсти — литературе, издал сочинение по истории венецианской литературы (Della letteratura Veneziana libri otto — Падуя, 1752). Был известен своей эрудицией и мастерством в ораторском искусстве.
Был послом Венеции в Риме и Турине, занимал почётную должность прокуратора Сан-Марко (итал. Procuratori di San Marco), но оставил её, чтобы посвятить себя литературе и учёным занятиям.
1745 год стал поворотным моментом в его жизни: Пьетро Фоскарини, богатый бездетный родственник из побочной ветви рода, сделал его своим наследником. Благодаря унаследованным деньгам и поддержке вдовы Пьетро Фоскарини, стал играть более заметную роль в жизни города.
После нескольких лет интриг и траты большой суммы денег на подкуп выборщиков (долги за предвыборную кампанию составили более 250 тыс. дукатов) был избран дожем 31 мая 1762 года, но пробыл им недолго из-за болезни и скорой смерти 31 марта 1763 года. Похоронен в церкви Сан-Стае.